# DCTN5
DCTN5 (англ. Dynactin subunit 5) – білок, який кодується однойменним геном, розташованим у людей на короткому плечі 16-ї хромосоми. Довжина поліпептидного ланцюга білка становить 182 амінокислот, а молекулярна маса — 20 127.
| 10         |  | 20         |  | 30         |  | 40         |  | 50         |
| ---------- |  | ---------- |  | ---------- |  | ---------- |  | ---------- |
| MELGELLYNK |  | SEYIETASGN |  | KVSRQSVLCG |  | SQNIVLNGKT |  | IVMNDCIIRG |
| DLANVRVGRH |  | CVVKSRSVIR |  | PPFKKFSKGV |  | AFFPLHIGDH |  | VFIEEDCVVN |
| AAQIGSYVHV |  | GKNCVIGRRC |  | VLKDCCKILD |  | NTVLPPETVV |  | PPFTVFSGCP |
| GLFSGELPEC |  | TQELMIDVTK |  | SYYQKFLPLT |  | QV         |  |            |

A: Аланін

C: Цистеїн

D: Аспарагінова кислота

E: Глутамінова кислота

F: Фенілаланін

G: Гліцин

H: Гістидин

I: Ізолейцин

K: Лізин

L: Лейцин

M: Метіонін

N: Аспарагін

P: Пролін

Q: Глутамін

R: Аргінін

S: Серин

T: Треонін

V: Валін

Задіяний у таких біологічних процесах, як ацетилювання, альтернативний сплайсинг. 
Локалізований у цитоплазмі, цитоскелеті, хромосомах, центромерах, кінетохорі.